# Metacrangonyx gineti
Metacrangonyx gineti is een vlokreeftensoort uit de familie van de Metacrangonyctidae. De wetenschappelijke naam van de soort is voor het eerst geldig gepubliceerd in 1988 door Boutin & Messouli.